# Державна літературна премія імені Олеся Гончара
Премія імені Олеся Гончара — українська літературна премія. Її присуджують щорічно за кращі літературні твори, які утверджують ідеали гуманізму, духовні цінності українського народу, ідеї незалежності України.

## Історія
Заснована Міністерством культури і мистецтв України, Державним комітетом у справах національностей та міграції і Національною спілкою письменників України. Затверджена Кабінетом Міністрів України Постановою № 1363 від 8 грудня 1997 року. 
Організаційно-методичний супровід присудження Премії здійснює Державне агентство України з питань мистецтв та мистецької освіти.
Положення про премію імені Олеся Гончара в останній редакції 

## Нагородження
Починаючи з 1998 року, щорічно присуджується одна премія до дня народження Олеся Гончара — 3 квітня. Розмір премії становить 20 000 гривень. Кошти виділяються за рахунок асигнувань, передбачених Міністерству культури України у державному бюджеті. Висунення кандидатів на здобуття премії відбувається до 1 березня. 

## Лауреати
- 1998 — Майданська Софія Василівна[2].
- 1999 — Бойко Богдан Михайлович, за книжки повістей та нарисів «По голови… по голови…»; Зобенко Марія Олександрівна, за літературно-критичні та публіцистичні твори, пов'язані з пропагандою і дослідженням літературної спадщини Олеся Гончара.
- 2000 — Дзюбенко-Мейс Наталя Язорівна, за роман «Андрій Первозванний»; Пономаренко Любов Петрівна, за книжку «Дерево обличчя».
- 2002 — Різник Левко Йосипович, за книгу-трилогію «Самотність пророка», «Поет і Владика», «Доктор і Професор».[3]
- 2004 — Олесь Воля (Олександр Міщенко), за книгу «Мор».
- 2004 — Мартинов Василь Іванович, за книги: «Магія Думного потоку», «Уроки Ліни Костенко», «Німа дзвіниця», «Нанашка» (Уроки Ірини Вільде).
- 2006 — Тарасюк Галина Тимофіївна, за роман-гіпотезу «Між пеклом і раєм» (Сни Анахорета).
- 2007 — Грищук Броніслав Антонович; Лопата Василь Іванович.
- 2008 — В. Коваль (посмертно).
- 2010 — Чорногуз Олег Федорович.
- 2011 — Степаненко Микола Іванович[4].
- 2013 — Абліцов Віталій Григорович, за книгу «Діалог через океан: Юрій Шевельов. Олесь Гончар»[5].
- 2014 — Пепа Вадим Іванович, за художньо-публіцистичну книгу «Пам'ять української душі».
- 2015 — Лис Володимир Савович, за документальний роман "Із сонцем за плечима. Поліська мудрість Пелагеї", Погрібний Віктор Олексійович, за книжку прози "Куща. Новели, повість, есе".
- 2018 — Пишнюк Тетяна Володимирівна, за книжку "Нерозгаданий постскриптум"
- 2019 — Шкраб'юк Петро Васильович, за книги «Над Простором і Часом: трилогія незвичайного» та «Історії прожиті тричі (події, документи, спогади)»
- 2021 — Тетяна П'янкова за роман «Чужі гріхи»
- 2022 — Галина Лицур-Щадей за збірку оповідань «Таке життя»[6]
- 2023 — Владислав Стольников "Вітри на сполох"[7]
- 2024 — Леонід Петровський "Окрушини долі"[8]
- 2025 — Пшенична Олена Олександрівна, за роман «Там, де заходить сонце»[9]